# 異文
異文是指一本書（通常是古書）經過長時間的傳抄，部分文字發生了改變。比如，《詩·邶·谷風》中記載「匍匐救之」，《禮記·檀弓》則記載「扶服救之」。錢大昕也由此得出了上古漢語「無輕唇音」的重要結論。所以通過異文不僅能反映先秦兩漢的文字通假情況，還可以反映上古漢語的一些語音情況。